# Église Saint-Herlé de Ploaré

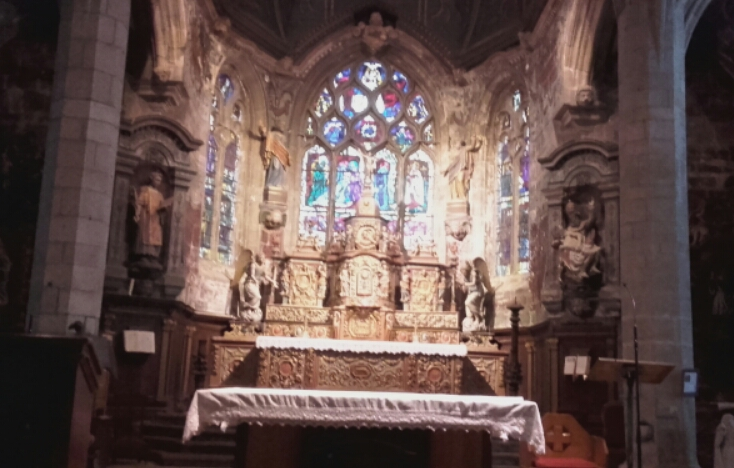

L'église Saint-Herlé, orthographié également Saint Erle, est une église catholique située dans le quartier de Ploaré à Douarnenez, en France.

## Localisation
L'église est située dans le département français du Finistère, en Bretagne, sur la commune de Douarnenez.

## Historique
L'édifice est classé au titre des monuments historiques en 1910. Cette église est reconnue comme la plus belle église de Douarnenez.
La construction de l'église a commencé vers 1548 comme l'attestait une inscription jadis visible à la base de la tour ; la flèche fut construite en plusieurs étapes dans le courant du XVIIe siècle. Le tout est de style gothique cornouaillais. Mais la tour et sa flèche ont été reconstruites à plusieurs reprises, probablement après des destructions partielles dues à la foudre (notamment en 1751), d'où leur caractère composite. La sacristie date du XVIIIe siècle.
L'église Saint-Herlé a accueilli de nombreux prêches du célèbre prédicateur Michel Le Nobletz. Un vitrail datant de 1902 le représente quittant Douarnenez devant ses fidèles en pleurs.

Un bas-relief de l'église de Ploaré datant du XVIe siècle représente des sardines sur lesquelles plane un goéland : c'est un témoignage durable de l'importance ancienne des pêches sardinières en Bretagne.
Elle  comporte,  précédée  d'une tour  accostée  de  deux  réduits latéraux,  une  nef  de  cinq  travées avec  bas-côtés,  un transept  et  un  chœur  accosté  de  deux chapelles et  terminé par  un  chevet  polygonal.  Les  deux  premières  travées ont  des  bas côtés  plus  étroits. Elle  date  du  milieu  du  XVIe siècle,  mais  a été  remaniée  au XVIIe siècle.  Elle  est du  type  à nef  obscure, lambrissée,  et les voussures  de  ses  grandes  arcades pénètrent  directement  dans  les piliers  octogonaux. Le  clocher  de  conception  encore  toute  gothique  est  inspiré  de Quimper  et  de  l'atelier  de  Saint-Herbot.  Sa  première  pierre  porte en  lettres  gothiques :  « L AN  MIL  VCXL.  VIII »  (1548)  et  au-dessus l'inscription:  « L AN  MDCZL (1550)  ANTHOINE LE BAHE  PRo(cureur)  - FABRIQUE ».  On  lit  ensuite  sur  la  tour  les  dates de  1555,  1557, 1578,  1582,  1586  à  la  base  de  la flèche, 1603  sur  le  linteau  du  clocheton  S.  E. Dans  la  nuit  du  16  mars  1751,  deux  clochetons  furent  abattus par  la  foudre.  Ils  furent  refaits  par  Paul  Le  Favennec,  de  Pleyben  et  reconstruits dans  de  moindres  proportions. Son  portail  ouest  est  décoré  de  choux  frisés  très  développés mais  avec  des  coquilles dans  les  niches  des  contreforts.  Les  meneaux  des grandes  fenêtres  sont  tréflés  comme  à  Saint-Corentin ; la tourelle  d'escalier  semblable  à  celles  de  Saint-Tugen,  Saint- Théleau  de  Plogonnec,  Pleyben, , etc. Sur  la  façade  sud,  tandis  que  la fenêtre  à  l'ouest  est  encore gothique,  le  mur  à  l'est  du  porche  est  couronné  d'une balustrade classique  traversée  cependant  de  gargouilles  gothiques.  Le chevet  polygonal  est  semblable  à  ceux  du  Juch  et  de  Plomodiern. La  maîtresse  vitre  portait  autrefois  les  armes  de  Pierre  de Lannion  et  de  sa  femme  Renée  de  Quelen  qui  possédaient  la seigneurie  au  début  du  XVIIe siècle. Le  porche  latéral  sud  est  voûté  sur  ogives,  deux  portes  jumelles  en  plein cintre  donnent  accès  à  la  nef ;  elles  sont  surmontées  d'une  accolade commune.  Sur  la  voûte,  inscription :  « M.  H. PAILLART.  R.  1679.  i. IONCOUR  F. »  Mentionnons  enfin  sur  l'un  des piliers  du  bas  côté  nord :  la  date  de  1572  et  un  foyer  au  bas  de la  nef.  La  sacristie  a  été  remaniée  au  XVIIIe siècle. Mobilier :  Maître-autel  à  pavillon  du  XVIIe siècle ; Chaire  du XVIIIe siècle  décorée  des  quatre  évangélistes  et  de saint  Herlé. Autel  du  Rosaire,  dont  le  retable  contient  un tableau,  daté  de 1640  et  signé  de  Rome,  représentant  la  Bataille  de  Lépante ; Statues :  Vierge-mère,  saint Corentin,  saint  Herlé  en  diacre, sainte  Trinité,  sainte  Anne,  saint  Pierre,  saint  Paul,  saint  Yves, saint  Eloi,  saint Antoine,  saint  Isidore  et  Pietà  donnée  par  l'empereur  Napoléon  III. Vitraux  de  Labouret  (1954).

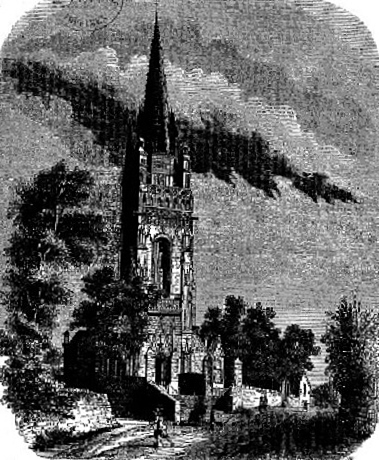
L'église de Ploaré (dessin de 1879).
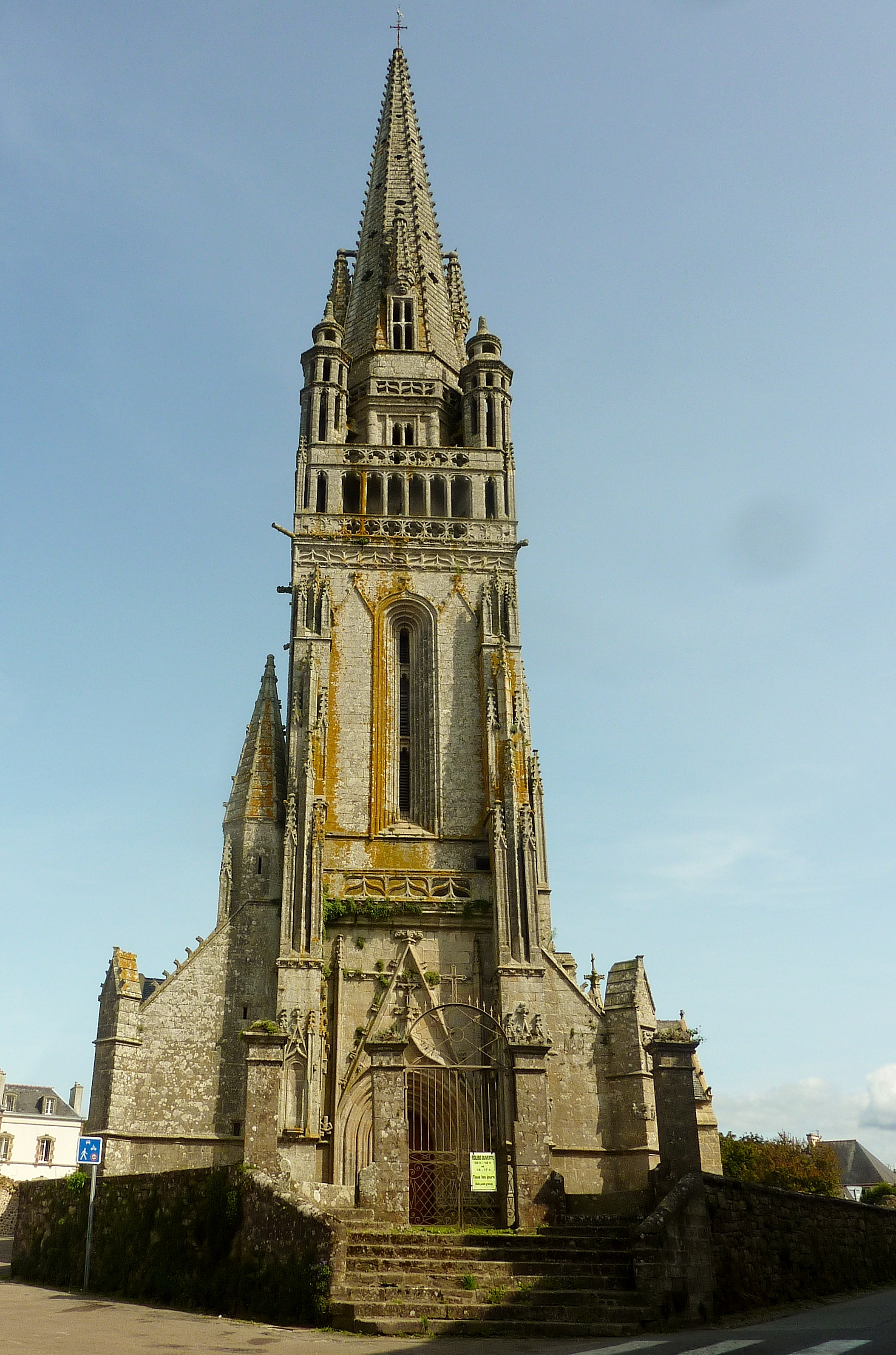
Ploaré : église Saint-Herlé, la façade occidentale et le clocher.
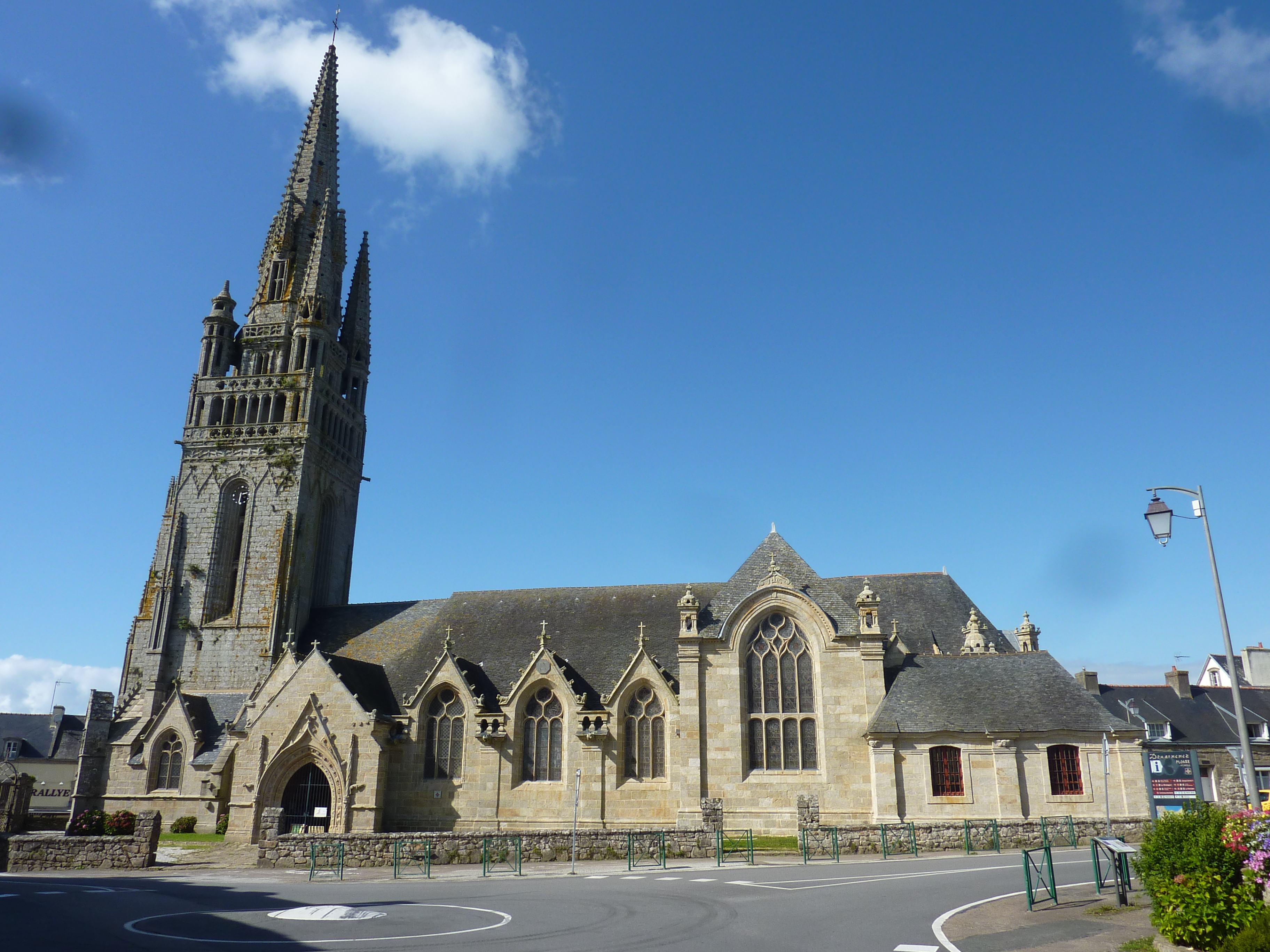
Ploaré : l'église Saint-Herlé, vue extérieure d'ensemble depuis le sud.
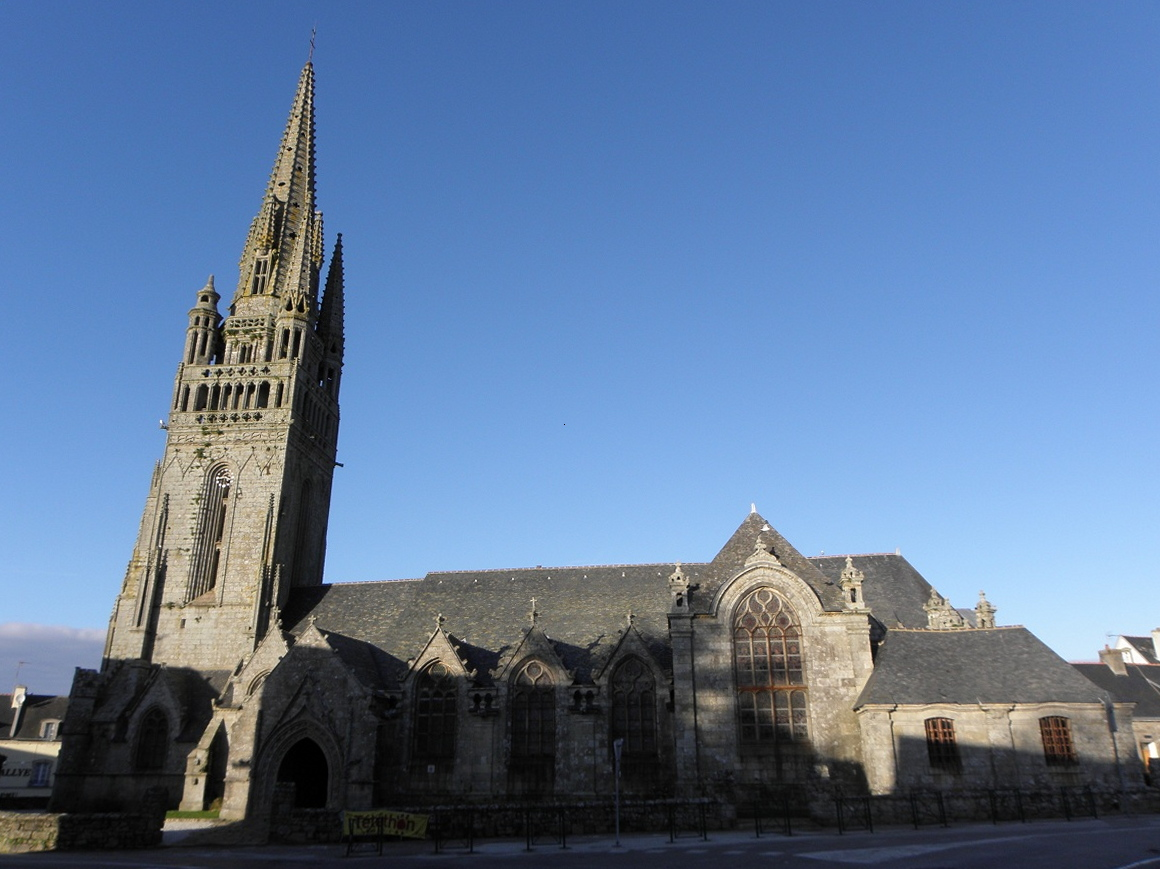
Ploaré : l'église Saint-Herlé, le flanc sud.
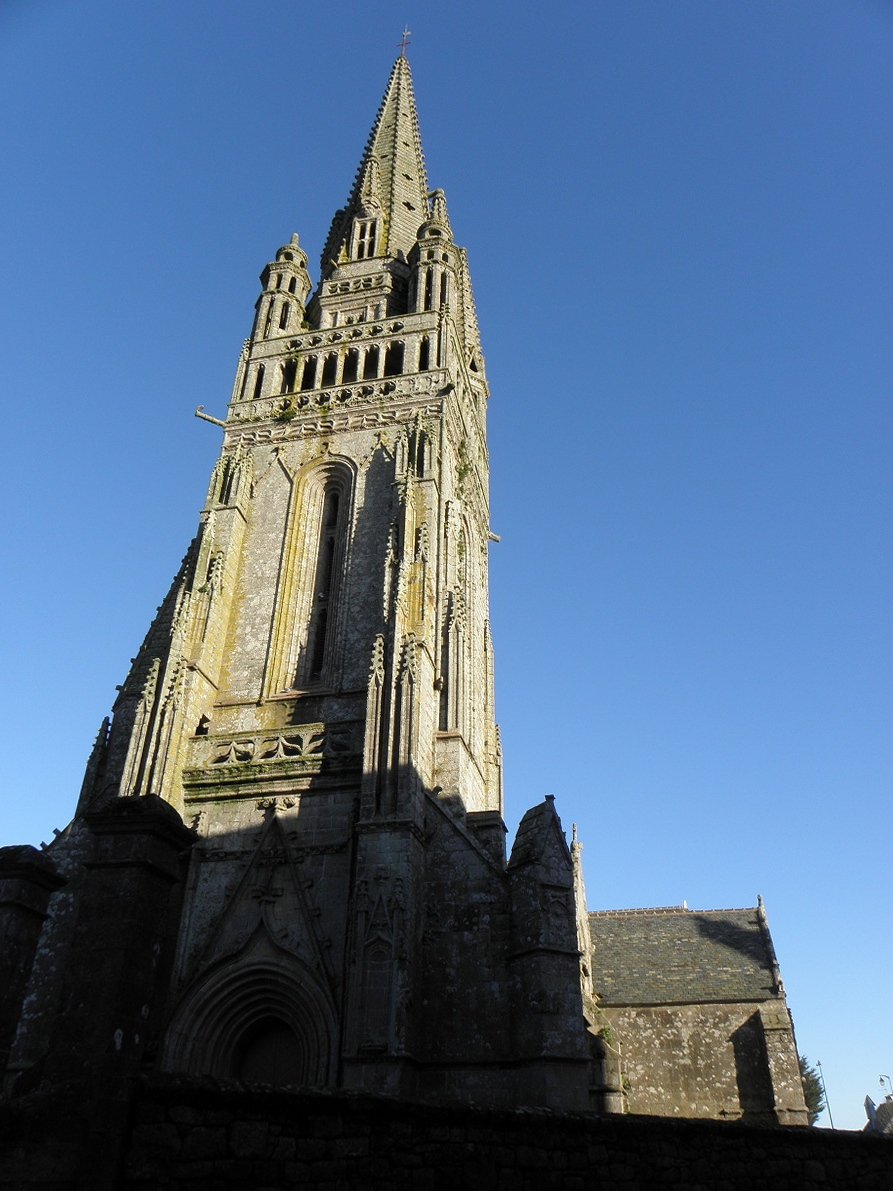
Ploaré : église Saint-Herlé, la façade occidentale et le clocher-tour.
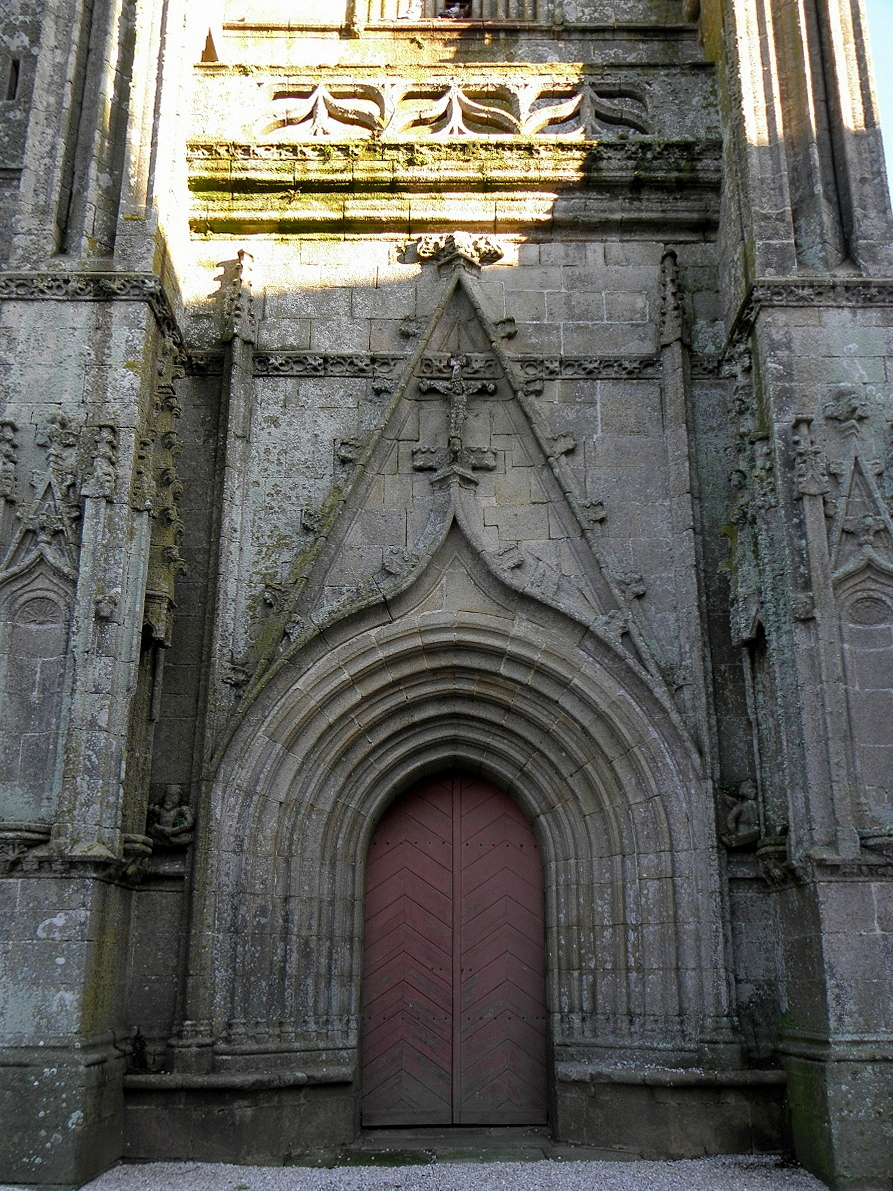
Ploaré : église Saint-Herlé, portail occidental.
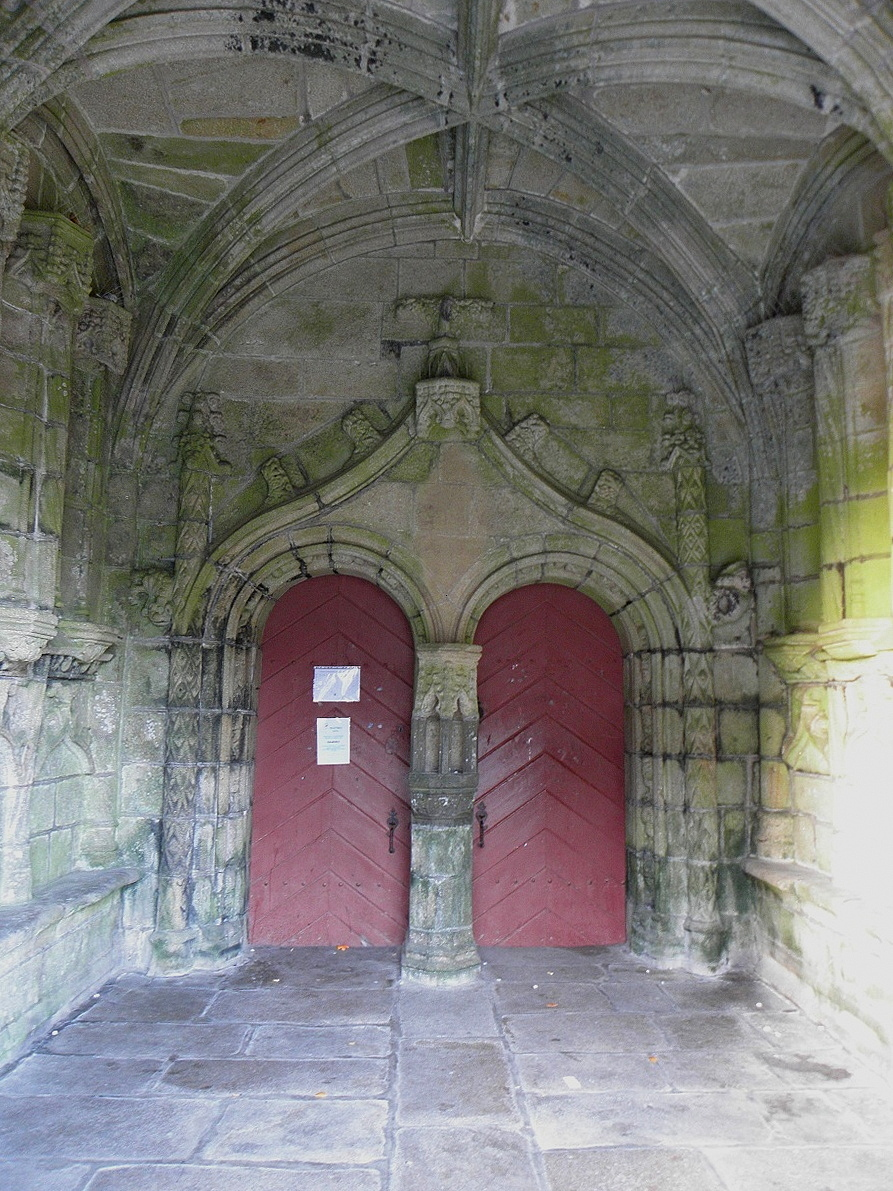
Ploaré : église Saint-Herlé, intérieur du porche sud.
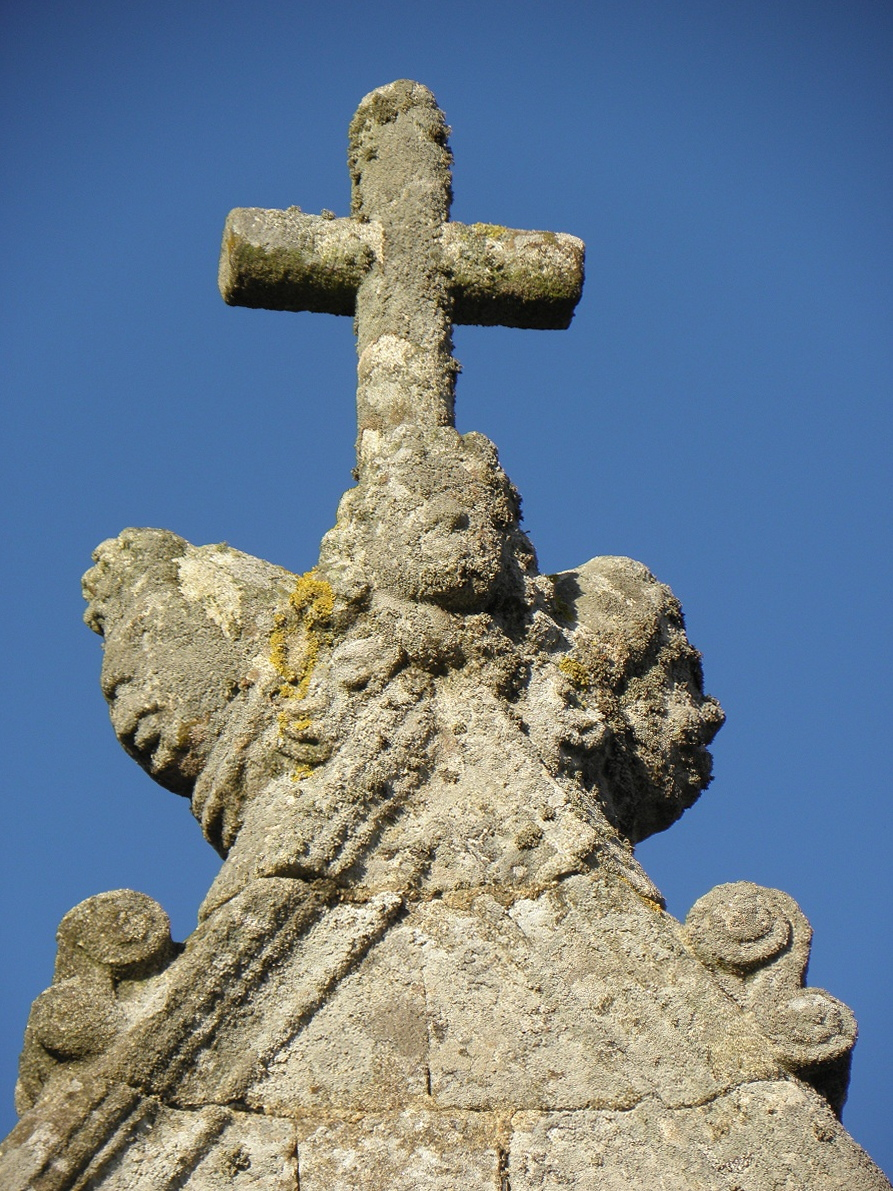
Ploaré : église Saint-Herlé, élément sculpté 1.
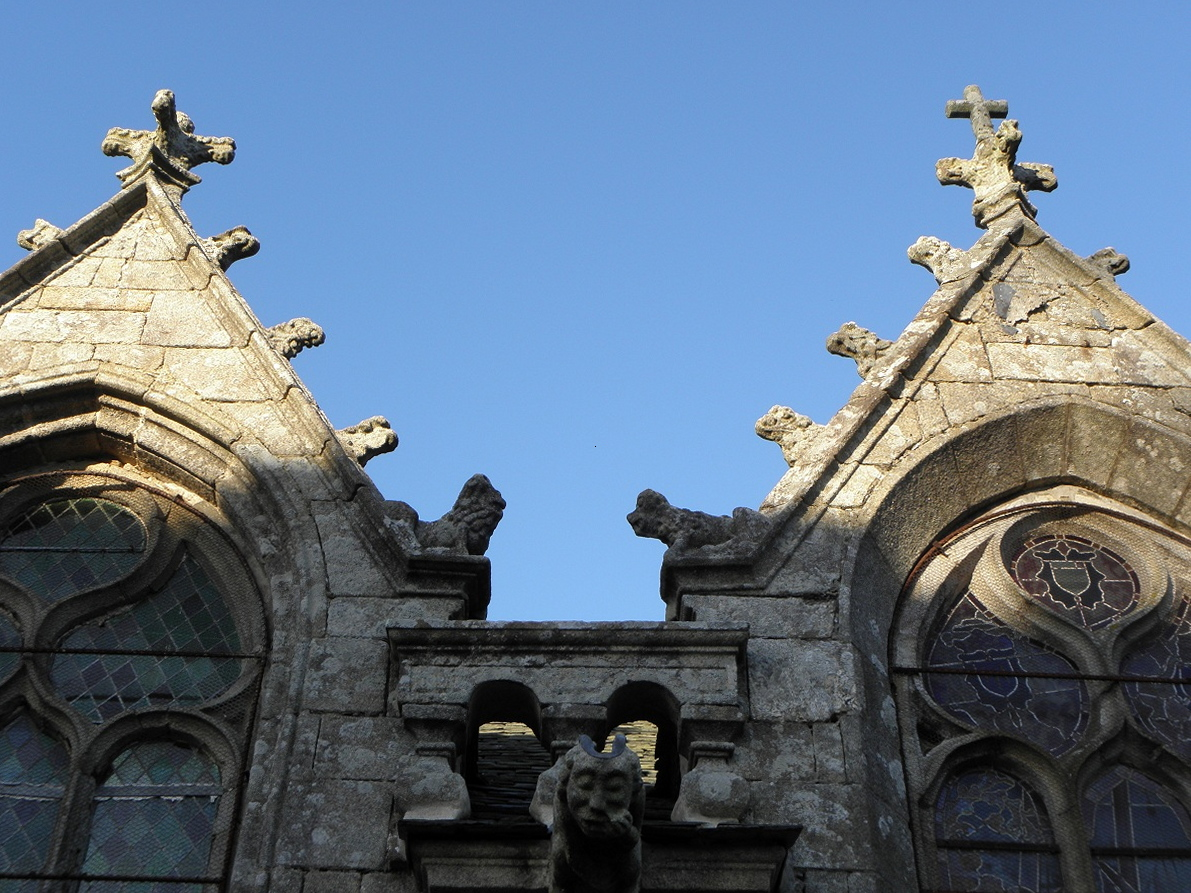
Ploaré : église Saint-Herlé, élément sculpté 2.
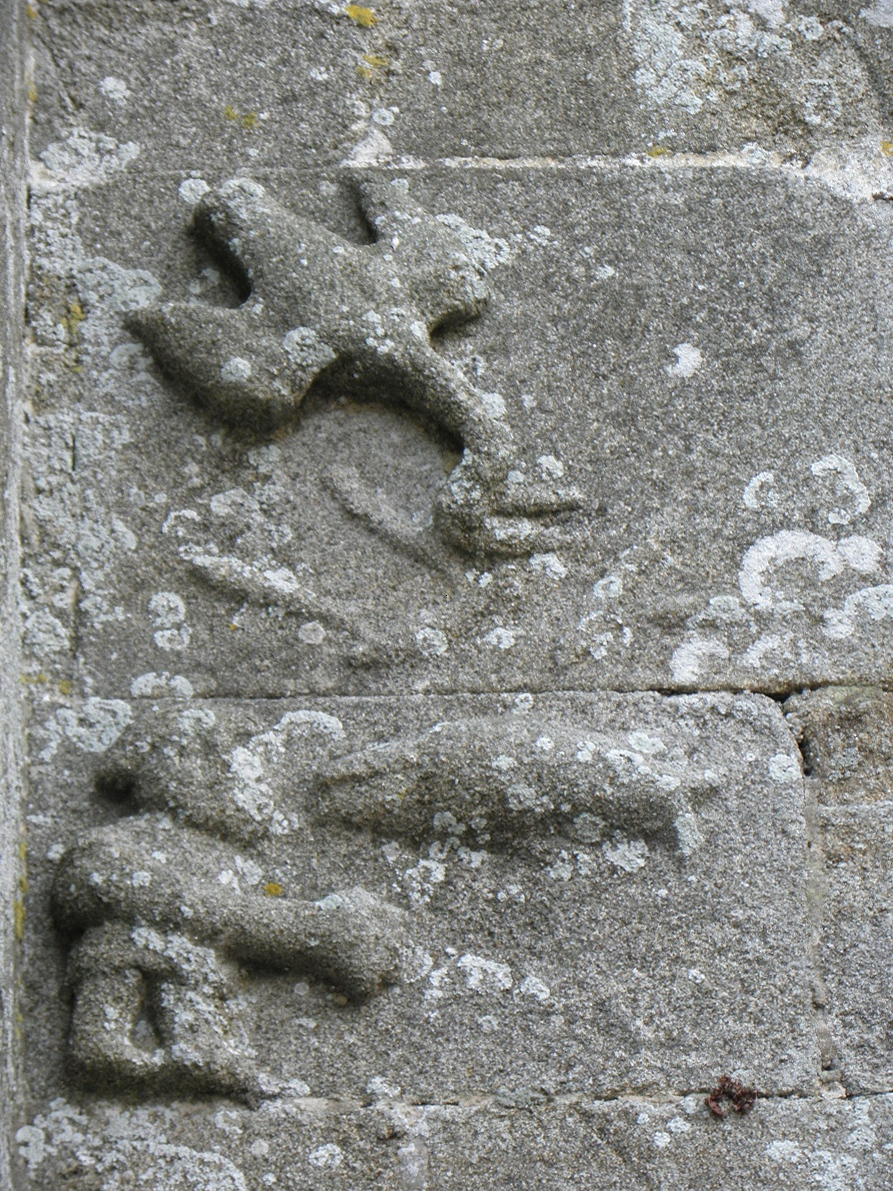
Ploaré : église Saint-Herlé, goéland pêchant un poisson.

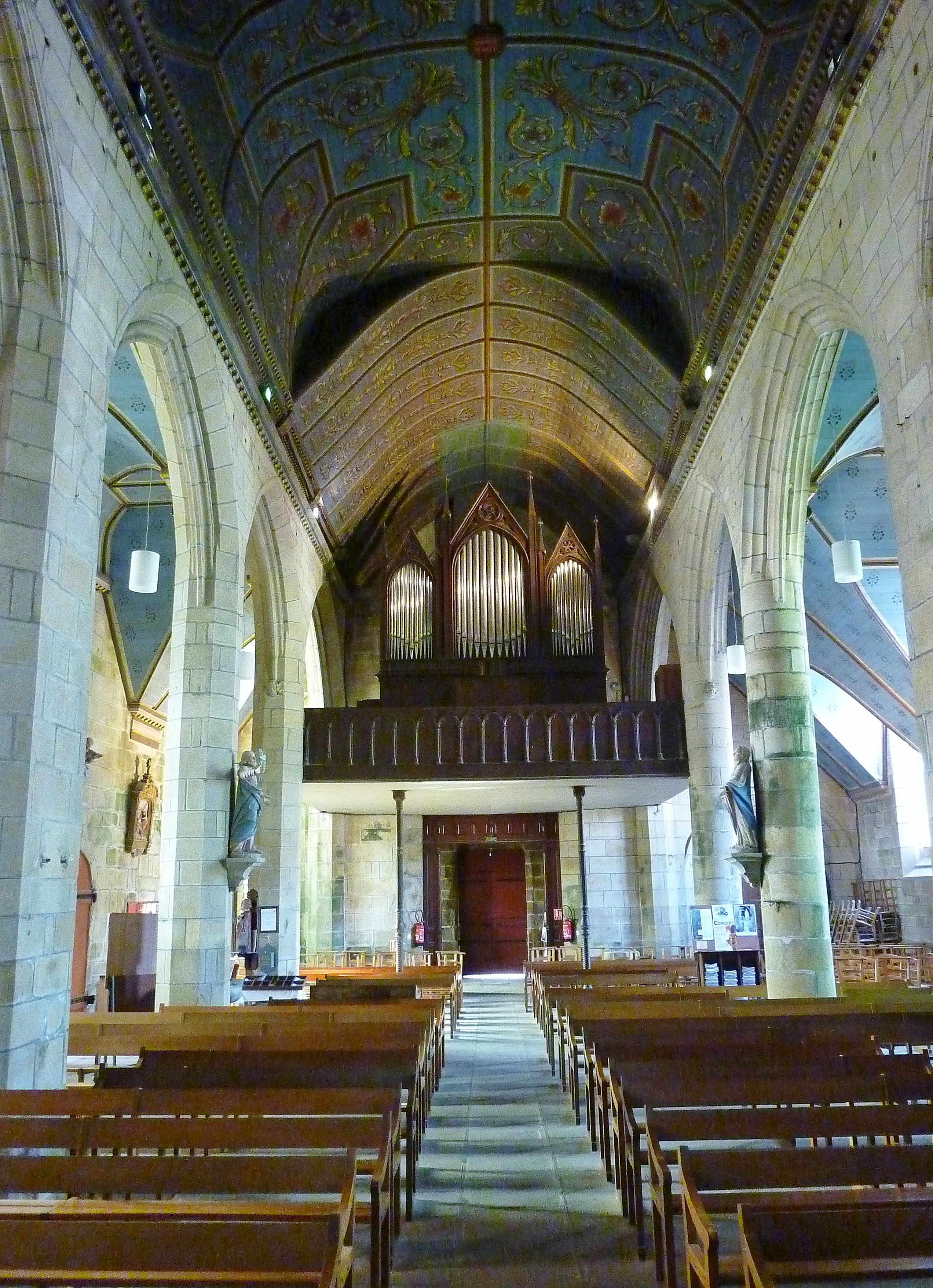
Ploaré : église Saint-Herlé, la nef et la partie arrière de l'église vues du chœur.
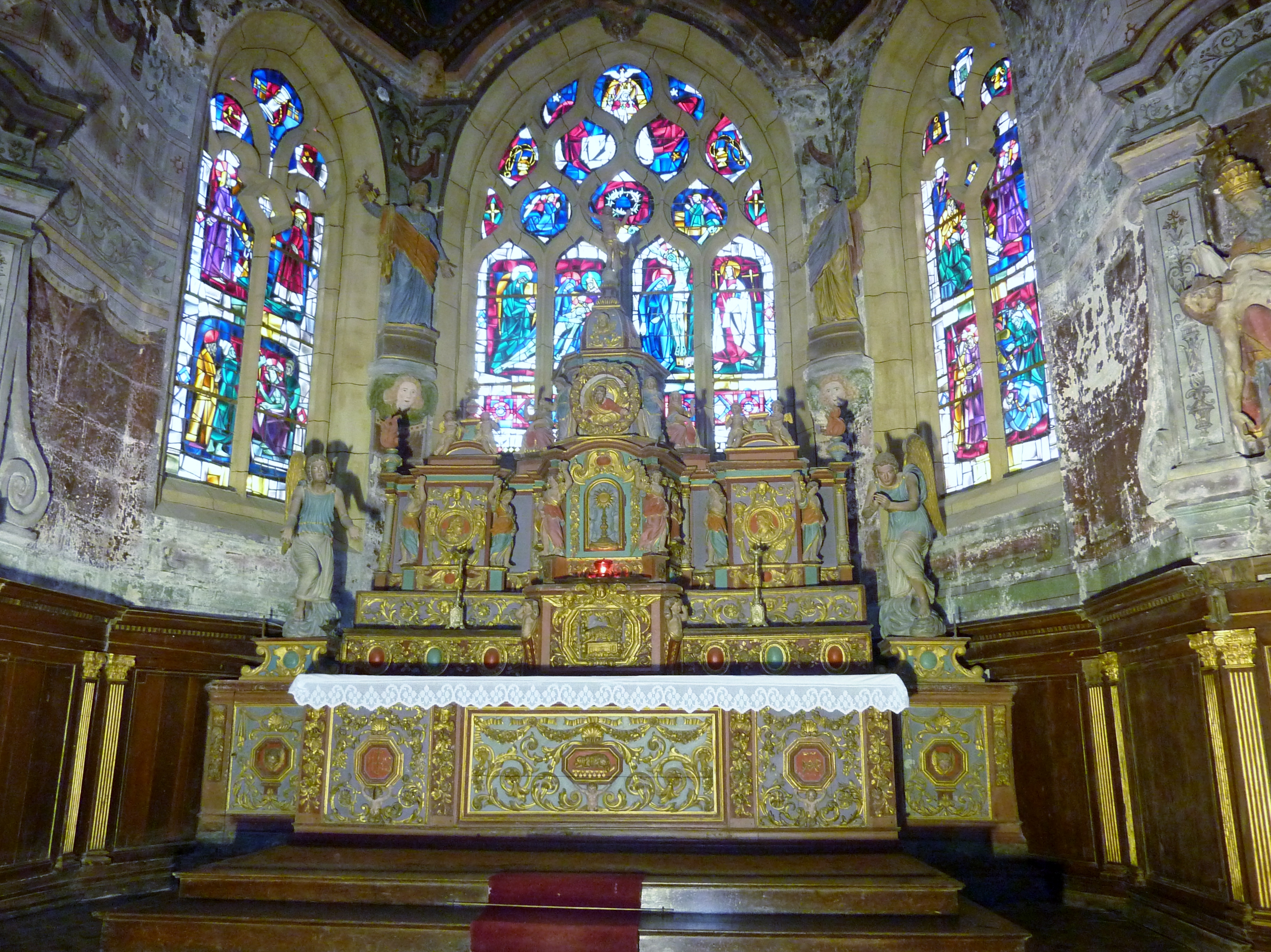
Ploaré : église Saint-Herlé, le maître-autel et son retable.
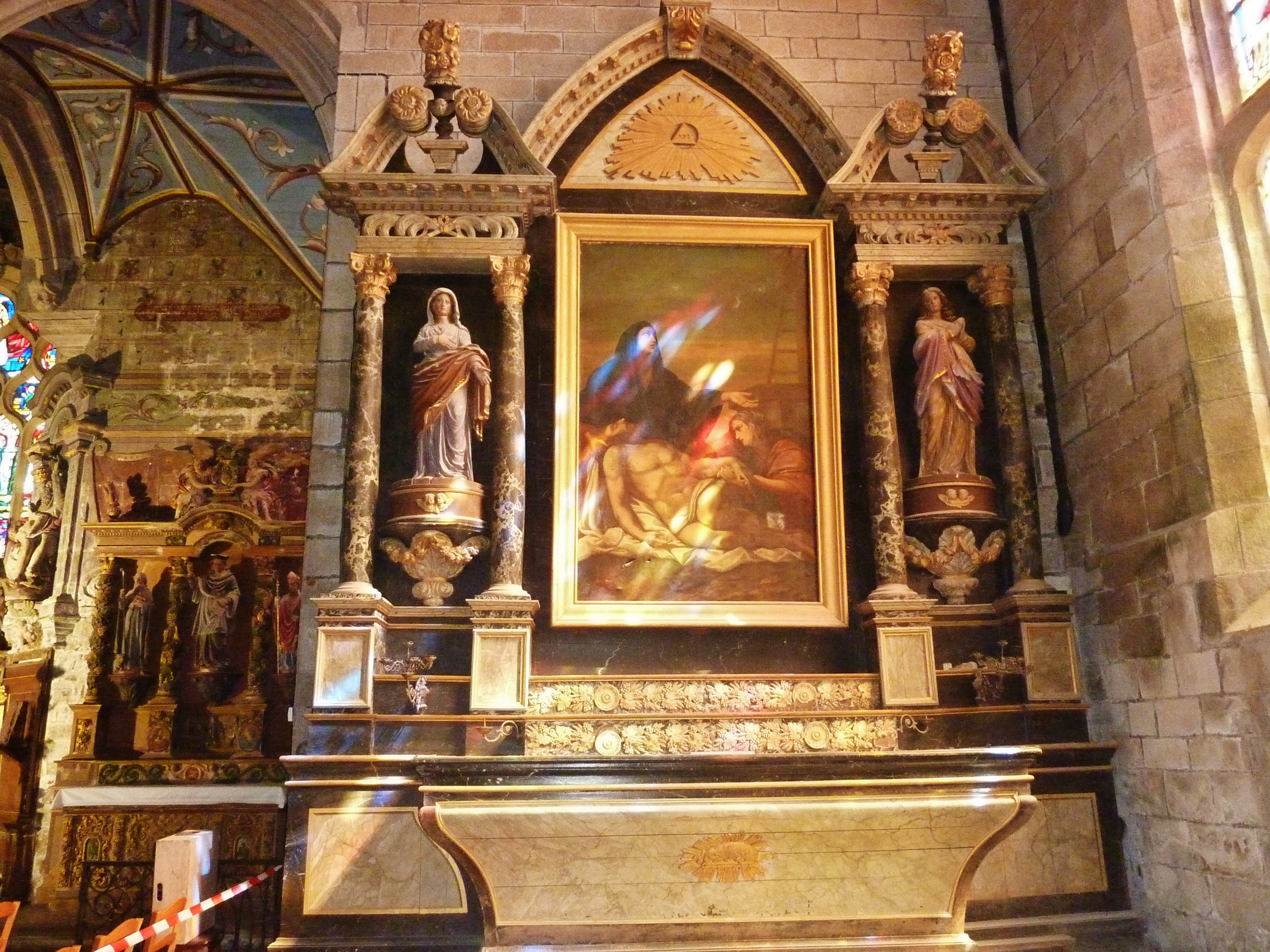
Ploaré : église Saint-Herlé, retable du transept sud.
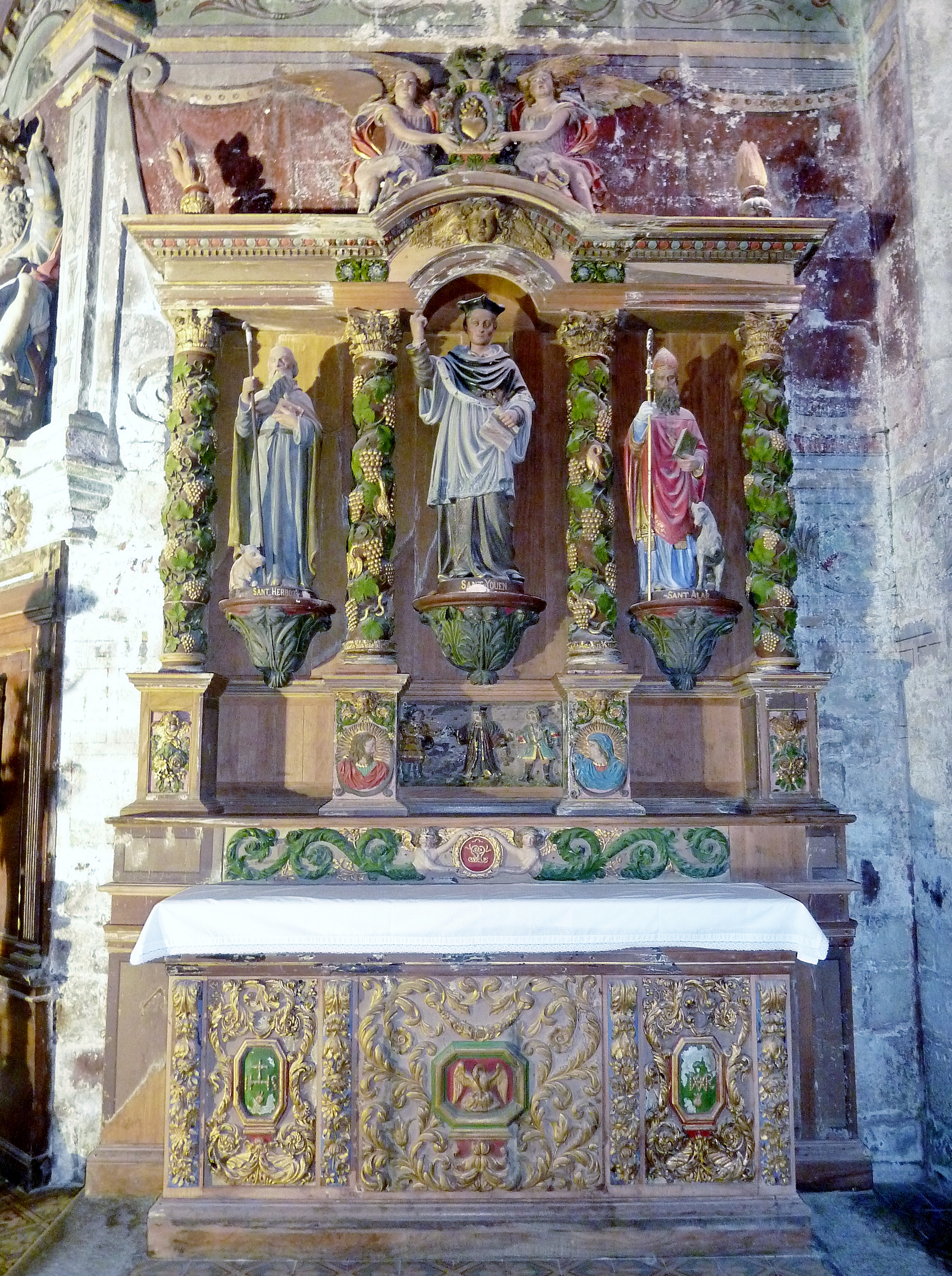
Ploaré : église Saint-Herlé, retable latéral sud.
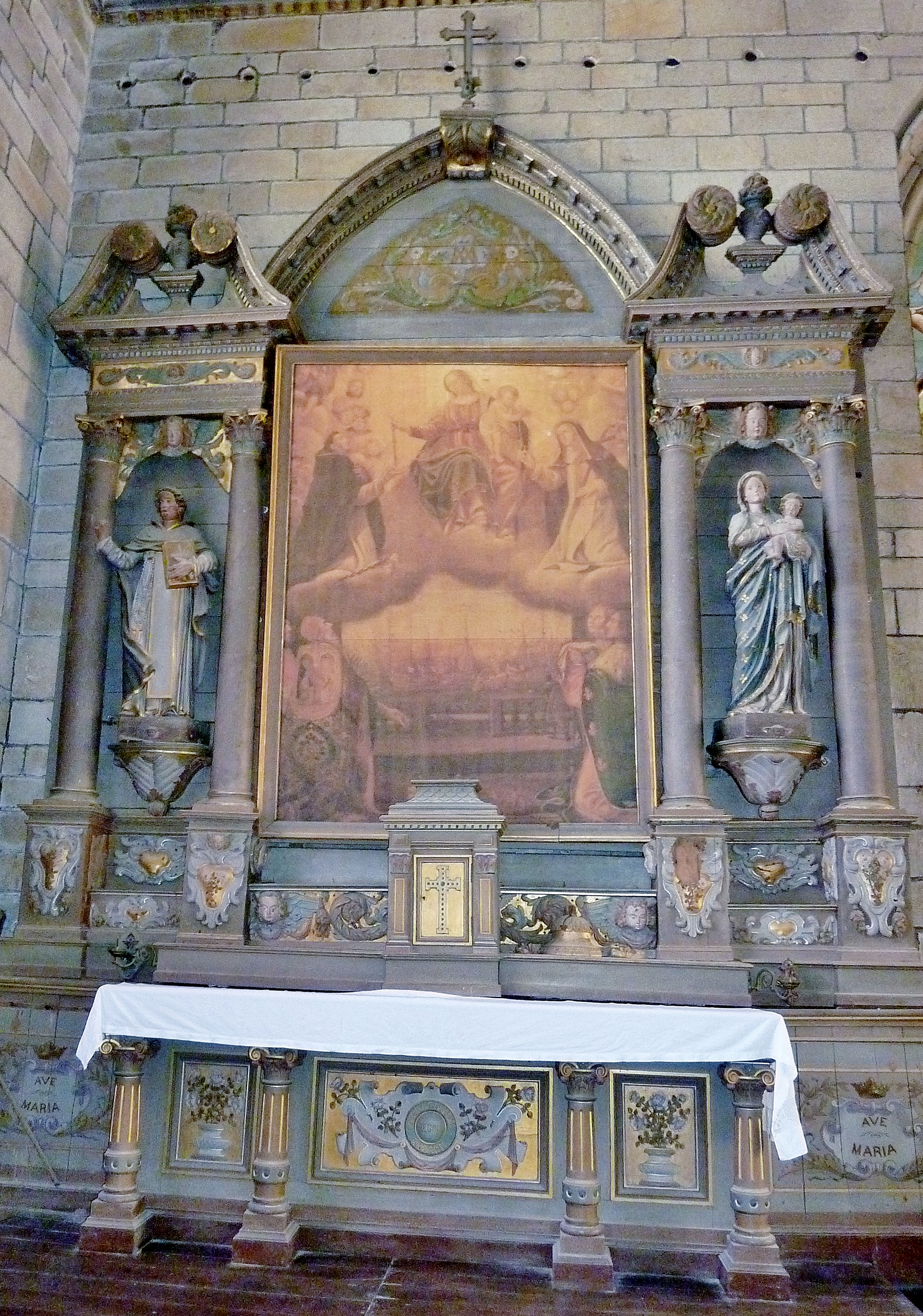
Ploaré : église Saint-Herlé, retable du Rosaire (transept nord).
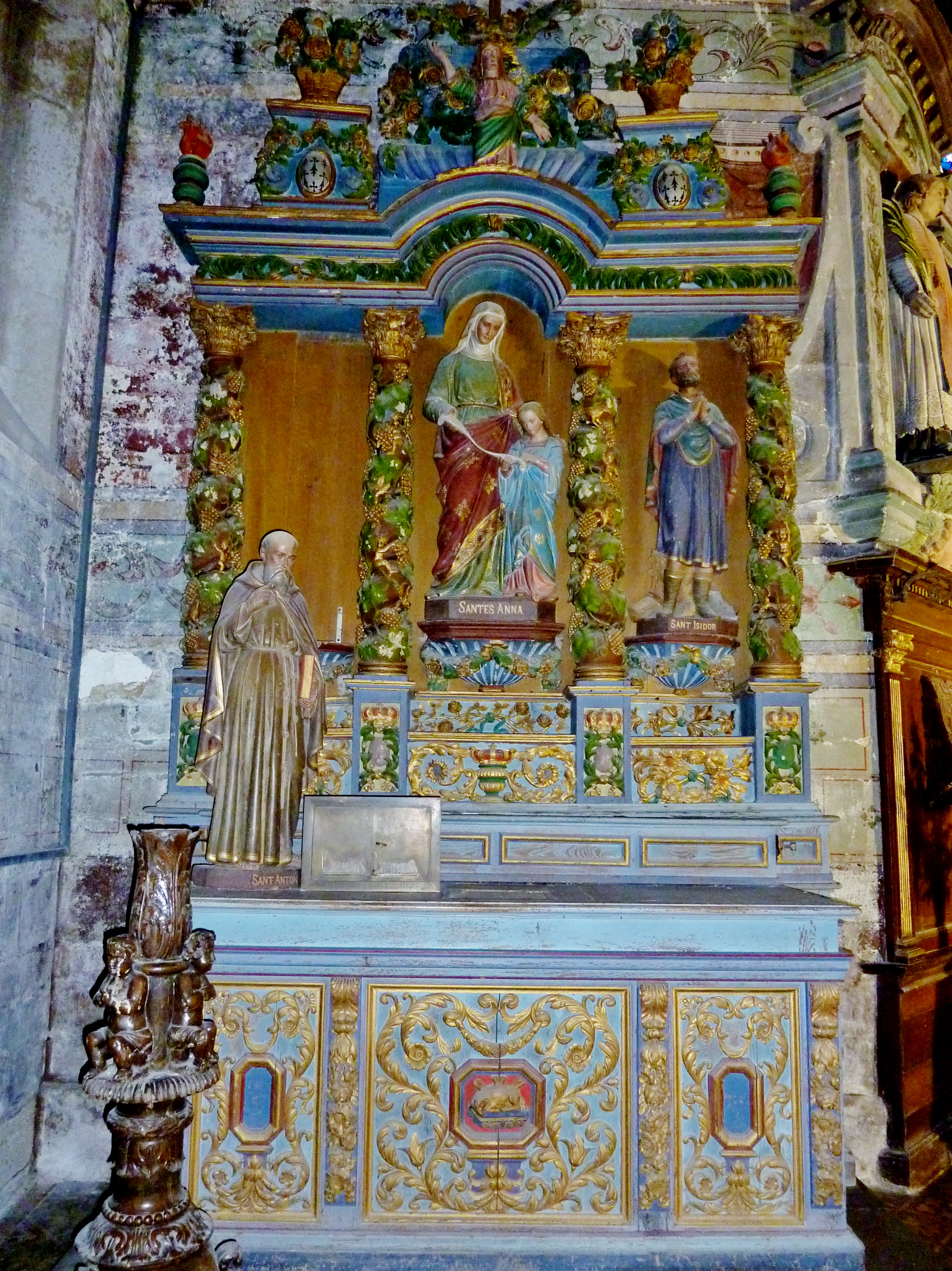
Ploaré : église Saint-Herlé, retable de sainte Anne.
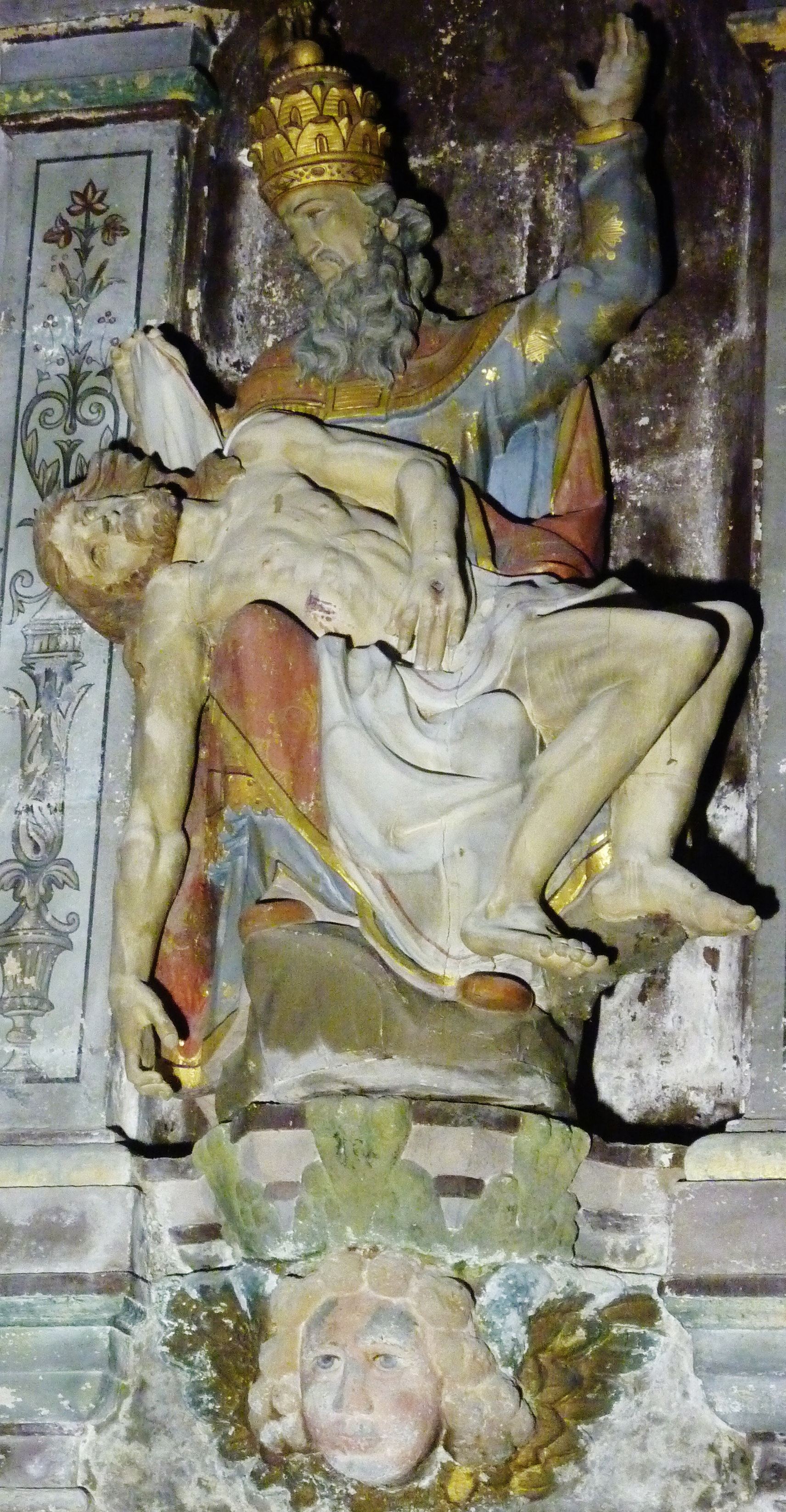
Ploaré : église Saint-Herlé, piétà de la Sainte-Trinité, groupe statuaire représentant le Christ mort sur les genoux de Dieu le Père.
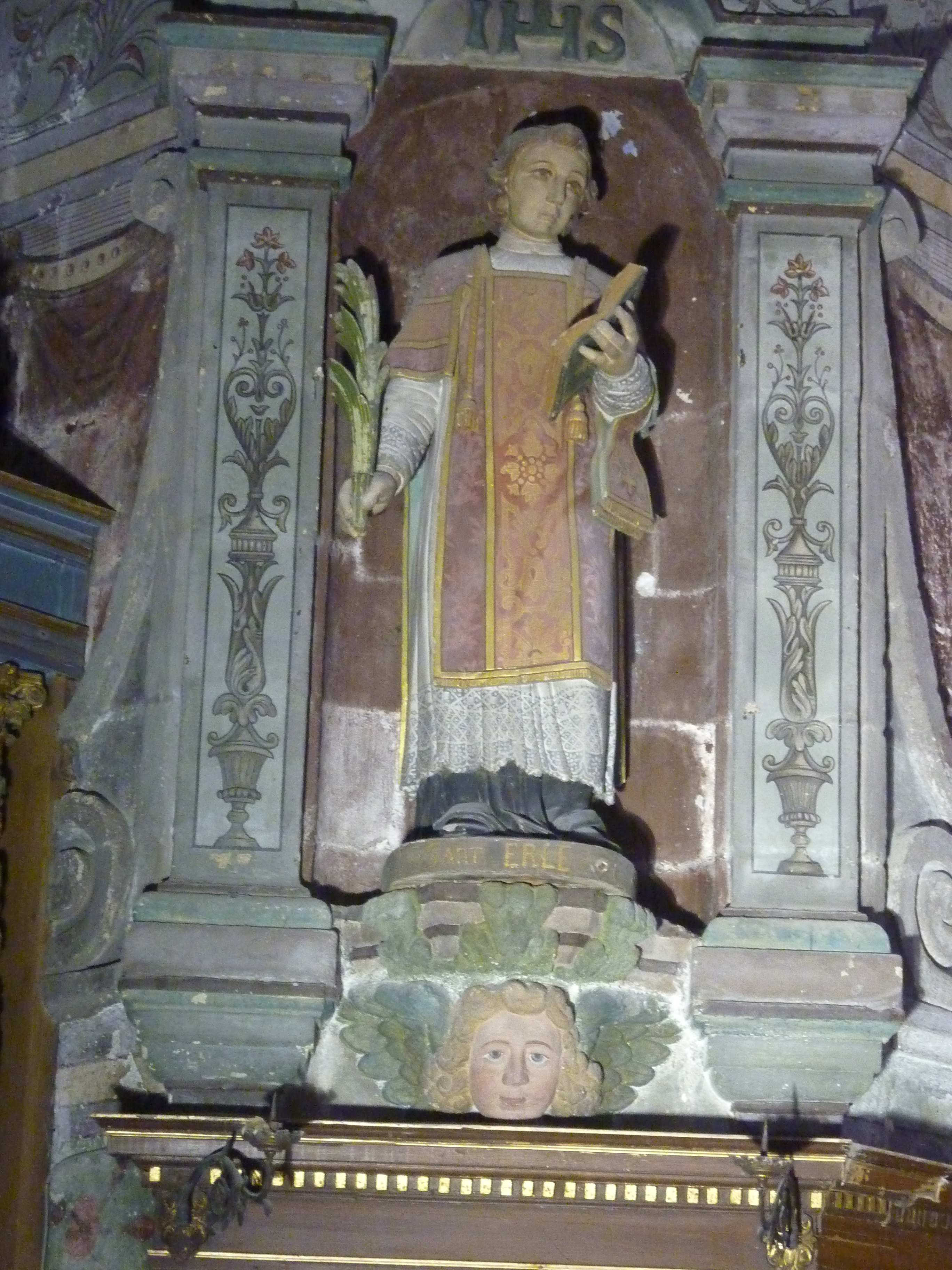
Ploaré : église Saint-Herlé, statue de saint Herlé, orthographié Erle.
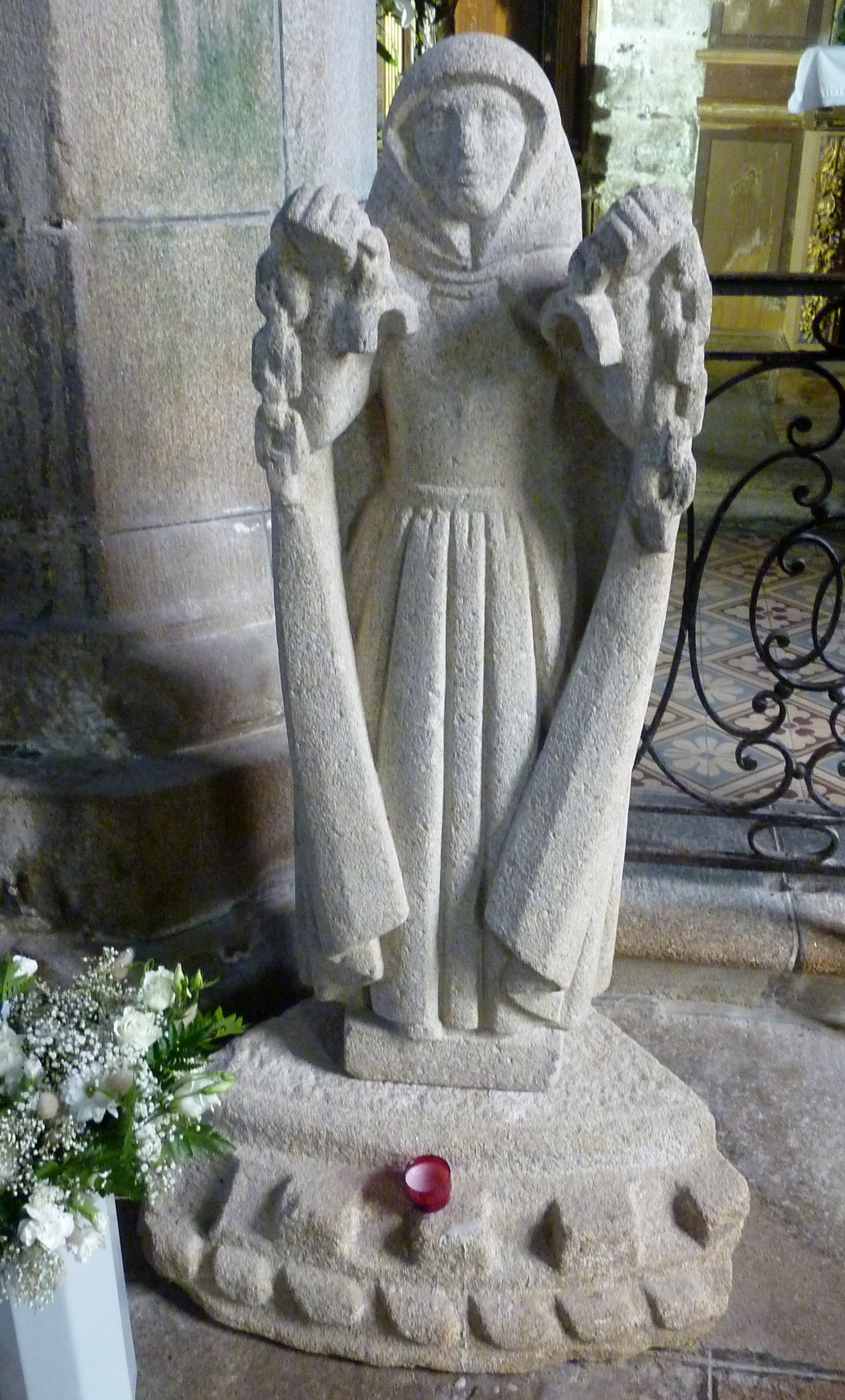
Ploaré : église Saint-Herlé, statue de la "Vierge de la Libération".
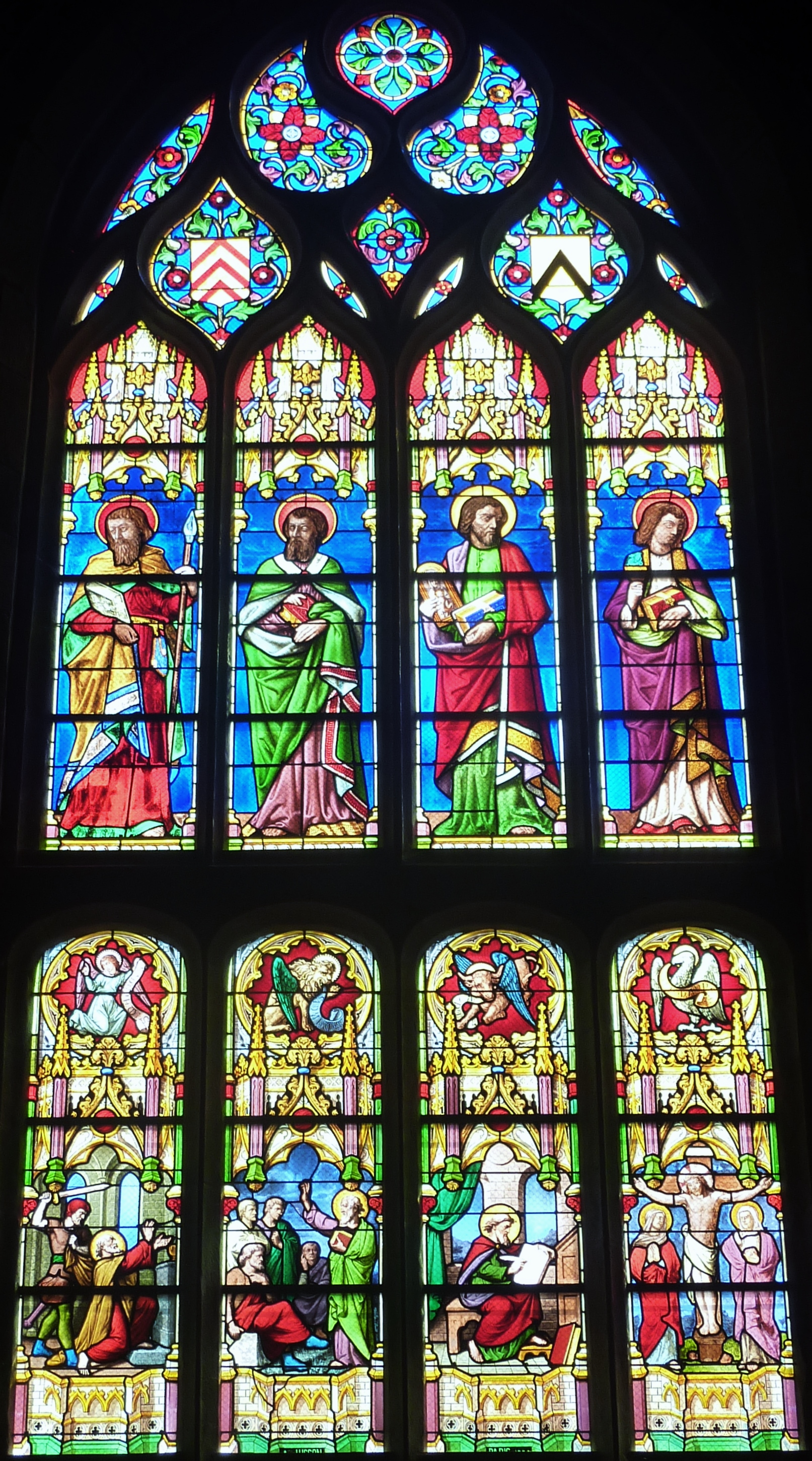
Ploaré : église Saint-Herlé, vitrail des quatre Évangélistes.
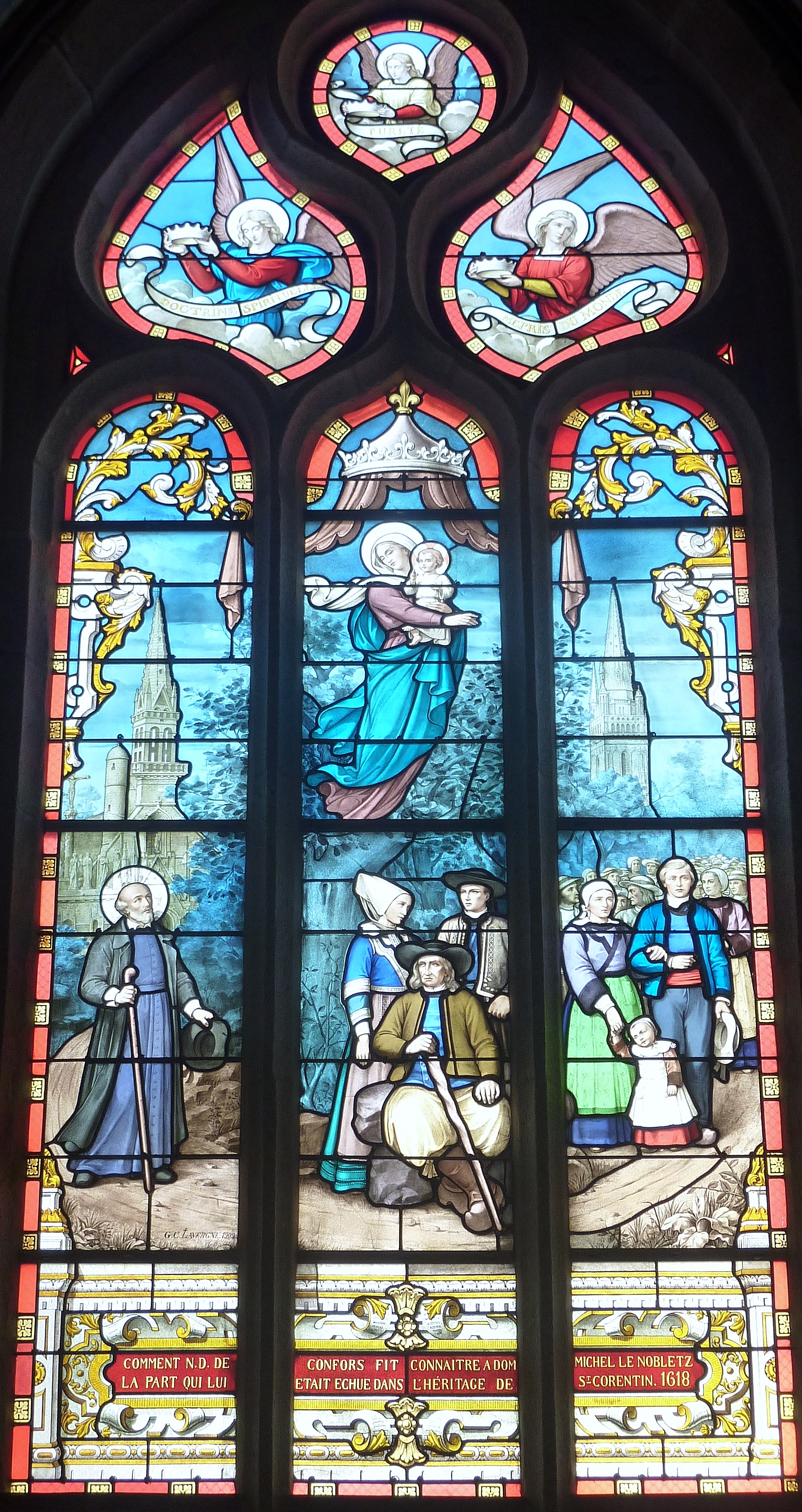
Ploaré : église Saint-Herlé, vitrail "Notre-Dame-de-Confort apparaissant à Michel Le Nobletz".
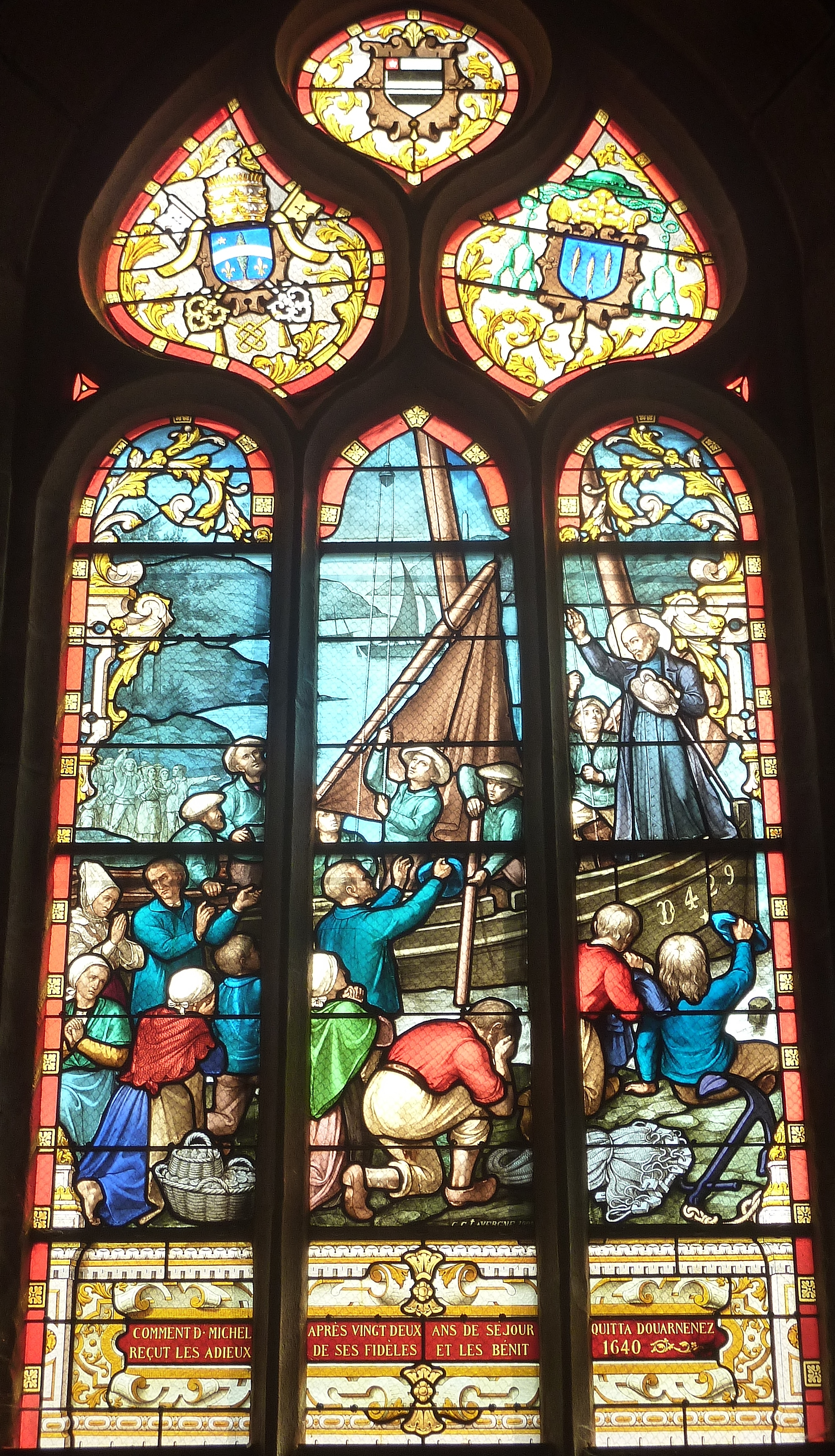
Ploaré : église Saint-Herlé, vitrail "Les adieux de Michel Le Nobletz".
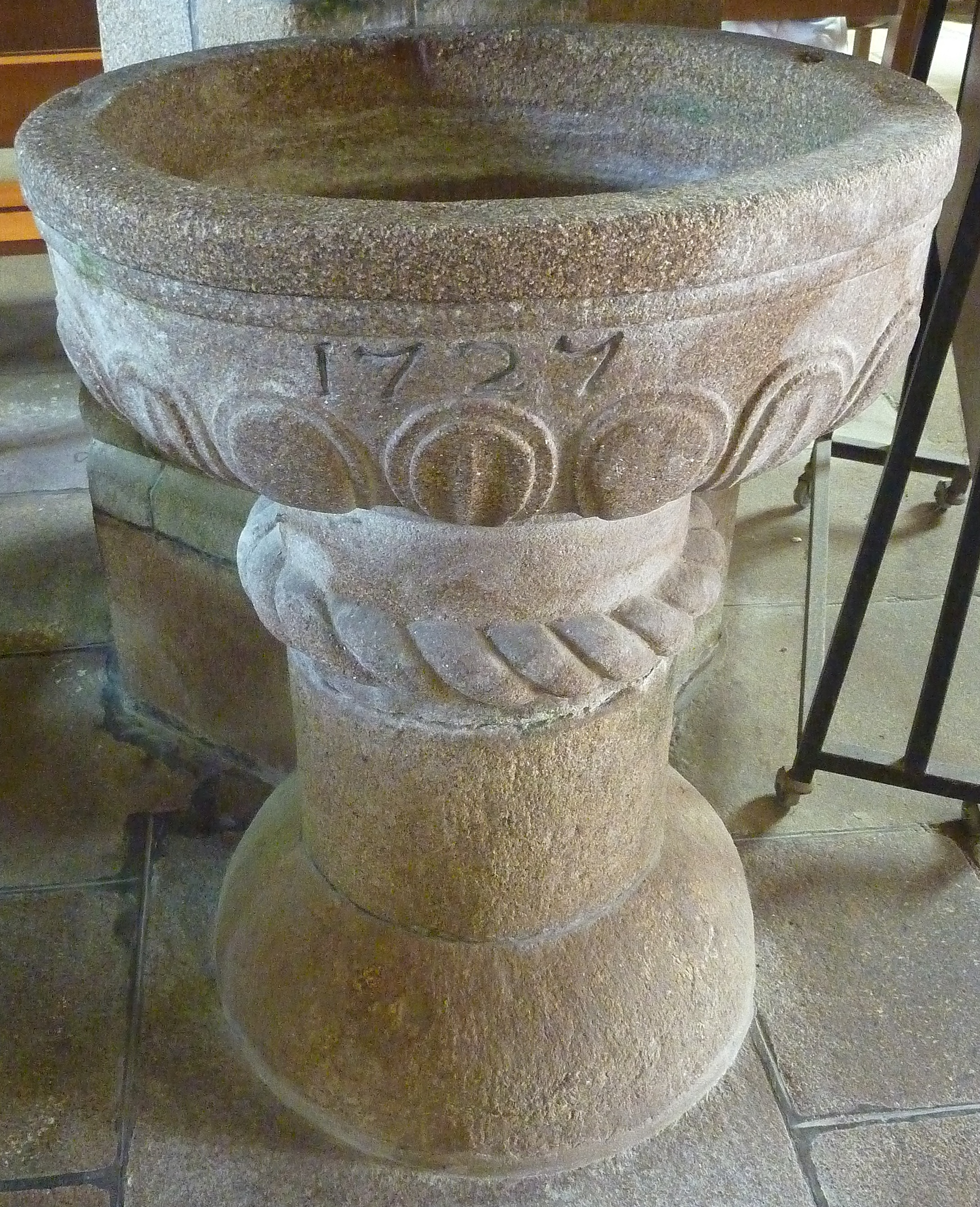
Ploaré : église Saint-Herlé, bénitier daté de 1797.